# هنگ‌های لهستانی در جنگ جهانی اول

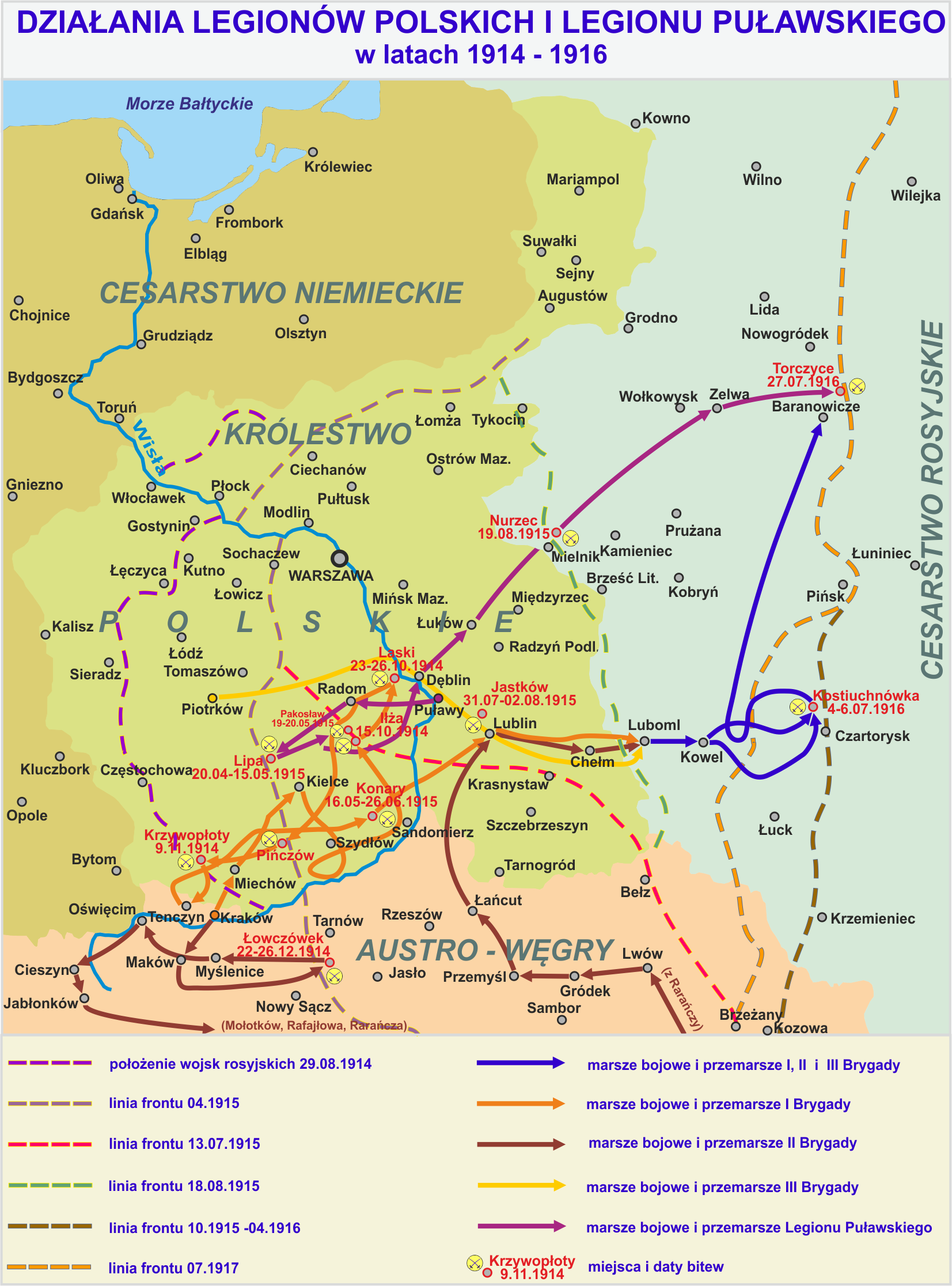
نقشه عملیات‌های هنگ‌های لهستانی طرفدار قدرت‌های مرکز و هنگ لهستانی روسیه طی سال‌های ۱۹۱۴ تا ۱۹۱۶

هنگ‌های لهستانی (لهستانی: Legiony Polskie) نامی بود که بر واحدهای نظامی متشکل از لهستانی‌ها در دوران جنگ جهانی اول گذارده می‌شد. این هنگ‌ها علی‌رغم آنکه مدت خیلی کوتاهی فعال بودند اما اسطوره‌هایی هستند که لهستان جدید بر اساس آن ساخته شده‌است.

## تاریخچه

یوزف پیلسودسکی و اعضا ستادش در کیلتس، سال ۱۹۱۴

### همراهی با قدرت‌های مرکز
پیشنهاد تشکیل هنگ‌های لهستانی را یوزف پیلسودسکی در ۲۲ اوت ۱۹۱۴ ارائه داد و در ۲۷ همان ماه مورد تأیید مقامات صلاحیت‌دار اتریشی قرار گرفت. با کمک اعضا لهستانی مجلس اتریش و کمیسیون موقت احزاب استقلال کنفدراسیون این واحد جدا از واحدهای رسمی ارتش اتریش-مجارستان بود. هنگ‌های لهستانی در گالیسیای اتریش تشکیل شدند و در کنار داوطلبانی از تمام اتریش-مجارستان، بیشتر سربازان را اعضا سابق گروه‌های پیشاهنگی و شبه‌نظامی طرفدار آزادی لهستان مانند جوخه تفنگداران لهستانی و انجمن تفنگداران تشکیل می‌دادند. لهستانی‌ها امید داشتند تا با کمک به قدرت‌های مرکز بتوانند امپراتوری روسیه را شکست داده و مقدمات تشکیل دوباره لهستان را فراهم آورند.
در ابتدا دو هنگ به نام‌های هنگ شرقی و هنگ غربی تشکیل شد اما پس از پیروزی نیروهای روس در نبرد گالیسیا سربازان هنگ شرقی از جنگیدن در کنار اتریشی‌ها علیه روس‌ها سرباز زدند و در ۲۱ سپتامبر ۱۹۱۴ این واحد منحل گشت.
در ۲۱ دسامبر لژیون غربی به سه تیپ تقسیم گشت:
- تیپ اول هنگ‌های لهستانی تحت فرماندهی یوزف پیلسودسکی
- تیپ دوم هنگ‌های لهستانی تحت فرماندهی یوزف هالر
- تیپ سوم هنگ‌های لهستانی تحت فرماندهی زیگموند ژلینسکی و پس از او زیر هدایت بولسواو رؤیا

فرماندهان هنگ نیز به ترتیب عبارتند از: سپتامبر ۱۹۱۴ تا فوریه ۱۹۱۶ کارول دورسکی تژاسکا، فوریه تا نوامبر ۱۹۱۶ استانیسواو پوخالسکی، نوامبر ۱۹۱۶ تا آوریل ۱۹۱۷ استانیسواو شپتسکی، آوریل تا اوت ۱۹۱۷ زیگموند ژلینسکی
هنگ‌های لهستانی نبردهای زیادی را در گالیسیا و کوه‌های کارپاتی در برابر قوای روس از سر گذرانند. در نبرد ووچووک که نیروهای متخاصم سه برابر آن‌ها بودند تلفات بسیار سنگینی را تحمل کردند اما توانستند در میدان نبرد پیروز باشند. کیلتس را هنگ‌های لهستانی اشغال کردند و در سال ۱۹۱۵ جزئی از نیروهای پیشرو به سمت ورشو بودند. در ژوئن ۱۹۱۶ هنگ‌های لهستانی ۲۵۰۰۰ نفر سرباز را سازمان داده بود و با تعداد روزافزونی از متقاضیان روبرو بود.
پس از نبرد کستیوخنوفخکا که سربازان لهستانی توانستند به بهای کشته شدن ۲۰۰۰ نفر از همرزمانشان پیشروی قوای روسیه را مختل نماید ژنرال یوزف پیلسودسکی از دولت‌های مرکز خواست تا استقلال لهستان را به رسمیت بشناسند. پاسخ دولت‌های محور به این درخواست تا حدی قانع کننده بود.

### بحران سوگند

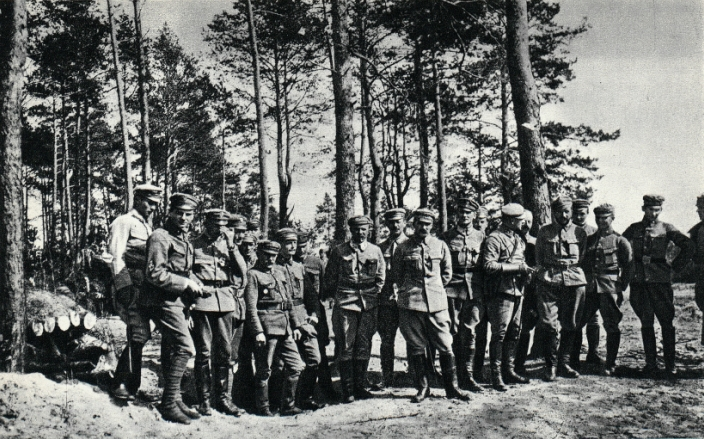
یوزف پیلسودسکی و افسران لهستانی در سال ۱۹۱۵

هنگ‌های لهستانی در ۲۰ سپتامبر ۱۹۱۶ نام خود را به سپاه کمکی لهستان تغییر داد و مدتی بعد به موجب فرمان ۵ نوامبر پادشاهی لهستان ایجاد شد. به زودی مشخص شد که این دولت تأسیس یافته تنها یک دست‌نشانده و وابسته امپراتوری آلمان است. هنگ‌های لهستانی تحت فرماندهی ارتش آلمان قرار گرفتند اما از خوردن سوگند اطاعت و فرمانبری به قیصر آلمان خودداری کردند که باعث ایجاد بحران سوگند شد. عمده سربازان به عنوان اسیر به اردوگاه‌های اسرا منتقل شدند، ۳۰۰۰ تن ضمن تنزل درجه در ارتش اتریش-مجارستان ادغام شدند و آلمانی‌ها سعی کردند با جمع‌آوری تعدادی دیگر ارتش سلطنتی لهستان را به وجود آوردند که موفقیت‌آمیز نبود. ۷۵۰۰ نفر نیز در اتریش به عنوان سپاه کمکی لهستان باقی ماندند که به جبهه ایتالیا منتقل گشتند.

### انحلال

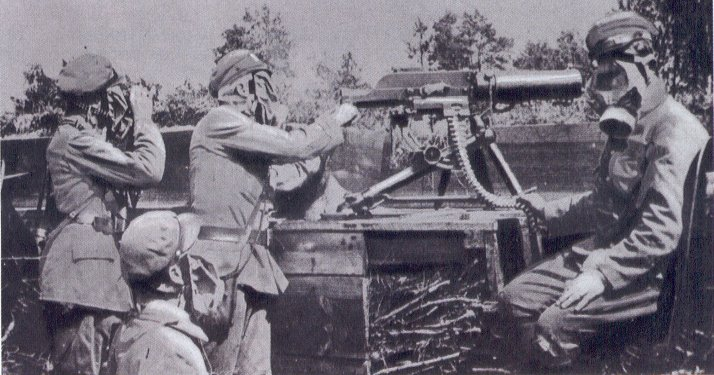
سربازان تیپ دوم هنگ‌های لهستانی در وولین

پس از اعلام عهدنامه برست-لیتوفسک سربازان لهستانی زیر نظر امپراتوری اتریش-مجارستان که از وضعیت به وجود آمده ناراضی بودند در ۱۹ فوریه ۱۹۱۸ به هم میهنان خود در سپاه دوم لهستان در روسیه پیوستند و مقابل امپراتوری اتریش-مجارستان، نبرد راراینچا را رقم زدند. هنگ‌های لهستانی سرانجام، پس از شکست از امپراتوری آلمان در نبرد کانیف برای همیشه منحل شدند.
در این میان ژنرال یوزف هالر توانست از دست نیروهای آلمانی فرار کرده و با رساندن خویش به فرانسه ارتش لهستان در غرب را برای نبرد علیه آلمان ایجاد نماید.